# Saison 2012 de l'équipe cycliste Sky
La saison 2012 de l'équipe cycliste Sky est la troisième de cette équipe depuis sa création en 2010.
Cette saison est marquée par la victoire de Bradley Wiggins au Tour de France. Il est le premier Britannique à remporter cette course. Christopher Froome, également membre de Sky, est deuxième. Wiggins gagne également Paris-Nice, le Tour de Romandie et le Critérium du Dauphiné. Il termine la saison à la deuxième place de l'UCI World Tour, tandis que Sky est première au classement par équipes. Sky remporte 50 courses durant cette saison, dont 15 par le sprinter Mark Cavendish, nouvelle recrue. Wiggins est également champion olympique du contre-la-montre, course disputée en équipe nationale.

## Préparation de la saison 2012

### Arrivées et départs
| Arrivées            | Équipe 2011                                       |
| ------------------- | ------------------------------------------------- |
| Mark Cavendish      | HTC-Highroad                                      |
| Bernhard Eisel      | HTC-Highroad                                      |
| Sergio Henao        | Gobernación de Antioquia-Indeportes Antioquia     |
| Danny Pate          | HTC-Highroad                                      |
| Richie Porte        | Saxo Bank-Sungard                                 |
| Salvatore Puccio    | Hopplà-Truck Italia-Mavo Infissi-Valdarno Project |
| Luke Rowe           | 100% Me                                           |
| Kanstantsin Siutsou | HTC-Highroad                                      |

| Départs           | Équipe 2012             |
| ----------------- | ----------------------- |
| John-Lee Augustyn | Utensilnord Named       |
| Kjell Carlström   | retraite                |
| Dario Cioni       | retraite                |
| Steve Cummings    | BMC Racing              |
| Russell Downing   | Endura Racing           |
| Simon Gerrans     | GreenEDGE               |
| Gregory Henderson | Lotto-Belisol           |
| Serge Pauwels     | Omega Pharma-Quick Step |
| Morris Possoni    | Lampre-ISD              |

## Coureurs et encadrement technique

### Effectif
| Cycliste             | Date de naissance | Nationalité | Équipe 2011                                       |
| -------------------- | ----------------- | ----------- | ------------------------------------------------- |
| Davide Appollonio    | 2 juin 1989       | Italie      | Sky                                               |
| Michael Barry,       | 18 décembre 1975  | Canada      | Sky                                               |
| Edvald Boasson Hagen | 17 mai 1987       | Norvège     | Sky                                               |
| Mark Cavendish       | 21 mai 1985       | Royaume-Uni | HTC-Highroad                                      |
| Alex Dowsett         | 3 octobre 1988    | Royaume-Uni | Sky                                               |
| Bernhard Eisel       | 17 février 1981   | Autriche    | HTC-Highroad                                      |
| Juan Antonio Flecha  | 17 septembre 1977 | Espagne     | Sky                                               |
| Christopher Froome   | 20 mai 1985       | Royaume-Uni | Sky                                               |
| Mathew Hayman        | 20 avril 1978     | Australie   | Sky                                               |
| Sergio Henao         | 10 décembre 1987  | Colombie    | Gobernación de Antioquia-Indeportes Antioquia     |
| Jeremy Hunt          | 12 mars 1974      | Royaume-Uni | Sky                                               |
| Peter Kennaugh       | 15 juin 1989      | Royaume-Uni | Sky                                               |
| Christian Knees      | 5 mars 1981       | Allemagne   | Sky                                               |
| Thomas Lövkvist      | 4 avril 1984      | Suède       | Sky                                               |
| Lars Petter Nordhaug | 14 mai 1984       | Norvège     | Sky                                               |
| Danny Pate           | 24 mars 1979      | États-Unis  | HTC-Highroad                                      |
| Richie Porte         | 30 janvier 1985   | Australie   | Saxo Bank-Sungard                                 |
| Salvatore Puccio     | 31 août 1989      | Italie      | Hopplà-Truck Italia-Mavo Infissi-Valdarno Project |
| Michael Rogers       | 20 décembre 1979  | Australie   | Sky                                               |
| Luke Rowe            | 10 mars 1990      | Royaume-Uni | 100% Me                                           |
| Kanstantsin Siutsou  | 9 août 1982       | Biélorussie | HTC-Highroad                                      |
| Ian Stannard         | 25 mai 1987       | Royaume-Uni | Sky                                               |
| Christopher Sutton   | 10 septembre 1984 | Australie   | Sky                                               |
| Ben Swift            | 5 novembre 1987   | Royaume-Uni | Sky                                               |
| Geraint Thomas       | 25 mai 1986       | Royaume-Uni | Sky                                               |
| Rigoberto Urán       | 26 janvier 1987   | Colombie    | Sky                                               |
| Bradley Wiggins      | 28 avril 1980     | Royaume-Uni | Sky                                               |
| Xabier Zandio        | 17 mars 1977      | Espagne     | Sky                                               |
| Stagiaire            | Date de naissance | Nationalité | Équipe 2012                                       |
| Davide Martinelli    | 31 mai 1993       | Italie      | Simaf Carrier Wega Truck Italia Valdarno          |

## Bilan de la saison

### Victoires
| Date       | Course                                             | Pays        | Classe | Vainqueur            |
| ---------- | -------------------------------------------------- | ----------- | ------ | -------------------- |
| 07/02/2012 | 3e étape du Tour du Qatar                          | Qatar       | 2.HC   | Mark Cavendish       |
| 07/02/2012 | Trofeo Deià                                        | Espagne     | 1.1    | Lars Petter Nordhaug |
| 09/02/2012 | 5e étape du Tour du Qatar                          | Qatar       | 2.HC   | Mark Cavendish       |
| 16/02/2012 | 2e étape du Tour de l'Algarve                      | Portugal    | 2.1    | Edvald Boasson Hagen |
| 17/02/2012 | 3e étape du Tour de l'Algarve                      | Portugal    | 2.1    | Richie Porte         |
| 19/02/2012 | 5e étape du Tour de l'Algarve                      | Portugal    | 2.1    | Bradley Wiggins      |
| 19/02/2012 | Classement général du Tour de l'Algarve            | Portugal    | 2.1    | Richie Porte         |
| 26/02/2012 | Kuurne-Bruxelles-Kuurne                            | Belgique    | 1.1    | Mark Cavendish       |
| 08/03/2012 | 2e étape de Tirreno-Adriatico                      | Italie      | WT     | Mark Cavendish       |
| 09/03/2012 | 3e étape de Tirreno-Adriatico                      | Italie      | WT     | Edvald Boasson Hagen |
| 11/03/2012 | 8e étape de Paris-Nice                             | France      | WT     | Bradley Wiggins      |
| 11/03/2012 | Classement général de Paris-Nice                   | France      | WT     | Bradley Wiggins      |
| 22/03/2012 | 4e étape du Tour de Catalogne                      | Espagne     | WT     | Rigoberto Urán       |
| 24/04/2012 | Prologue du Tour de Romandie                       | Suisse      | WT     | Geraint Thomas       |
| 25/04/2012 | 1re étape du Tour de Romandie                      | Suisse      | WT     | Bradley Wiggins      |
| 29/04/2012 | 5e étape du Tour de Romandie                       | Suisse      | WT     | Bradley Wiggins      |
| 29/04/2012 | Classement général du Tour de Romandie             | Suisse      | WT     | Bradley Wiggins      |
| 06/05/2012 | 2e étape du Tour d'Italie                          | Italie      | WT     | Mark Cavendish       |
| 10/05/2012 | 5e étape du Tour d'Italie                          | Italie      | WT     | Mark Cavendish       |
| 18/05/2012 | 13e étape du Tour d'Italie                         | Italie      | WT     | Mark Cavendish       |
| 19/05/2012 | 4e étape du Tour de Norvège                        | Norvège     | 2.1    | Edvald Boasson Hagen |
| 20/05/2012 | Classement général du Tour de Norvège              | Norvège     | 2.1    | Edvald Boasson Hagen |
| 24/05/2012 | 2e étape du Tour de Bavière                        | Allemagne   | 2.HC   | Michael Rogers       |
| 26/05/2012 | 4e étape du Tour de Bavière                        | Allemagne   | 2.HC   | Michael Rogers       |
| 27/05/2012 | Classement général du Tour de Bavière              | Allemagne   | 2.HC   | Michael Rogers       |
| 06/06/2012 | 3e étape du Critérium du Dauphiné                  | France      | WT     | Edvald Boasson Hagen |
| 07/06/2012 | 4e étape du Critérium du Dauphiné                  | France      | WT     | Bradley Wiggins      |
| 10/06/2012 | Classement général du Critérium du Dauphiné        | France      | WT     | Bradley Wiggins      |
| 17/06/2012 | Classement général du Ster ZLM Toer                | Pays-Bas    | 2.1    | Mark Cavendish       |
| 24/06/2012 | Championnat de Norvège sur route                   | Norvège     | CN     | Edvald Boasson Hagen |
| 24/06/2012 | Championnat de Grande-Bretagne sur route           | Royaume-Uni | CN     | Ian Stannard         |
| 02/07/2012 | 2e étape du Tour de France                         | France      | WT     | Mark Cavendish       |
| 07/07/2012 | 7e étape du Tour de France                         | France      | WT     | Christopher Froome   |
| 09/07/2012 | 9e étape du Tour de France                         | France      | WT     | Bradley Wiggins      |
| 11/07/2012 | 2e étape du Tour de Pologne                        | Pologne     | WT     | Ben Swift            |
| 14/07/2012 | 5e étape du Tour de Pologne                        | Pologne     | WT     | Ben Swift            |
| 20/07/2012 | 18e étape du Tour de France                        | France      | WT     | Mark Cavendish       |
| 21/07/2012 | 19e étape du Tour de France                        | France      | WT     | Bradley Wiggins      |
| 22/07/2012 | 20e étape du Tour de France                        | France      | WT     | Mark Cavendish       |
| 22/07/2012 | Classement général du Tour de France               | France      | WT     | Bradley Wiggins      |
| 24/08/2012 | 3e étape du Tour du Danemark                       | Danemark    | 2.HC   | Lars Petter Nordhaug |
| 26/08/2012 | Grand Prix de Plouay                               | France      | WT     | Edvald Boasson Hagen |
| 26/08/2012 | 6e étape du Tour du Danemark                       | Danemark    | 2.HC   | Mark Cavendish       |
| 02/09/2012 | Championnat de Grande-Bretagne du contre-la-montre | Royaume-Uni | CN     | Alex Dowsett         |
| 09/09/2012 | 1re étape du Tour de Grande-Bretagne               | Royaume-Uni | 2.1    | Luke Rowe            |
| 09/09/2012 | Grand Prix cycliste de Montréal                    | Canada      | WT     | Lars Petter Nordhaug |
| 11/09/2012 | 3e étape du Tour de Grande-Bretagne                | Royaume-Uni | 2.1    | Mark Cavendish       |
| 12/09/2012 | 4e étape du Tour de Grande-Bretagne                | Royaume-Uni | 2.1    | Mark Cavendish       |
| 16/09/2012 | 8e étape du Tour de Grande-Bretagne                | Royaume-Uni | 2.1    | Mark Cavendish       |
| 27/09/2012 | Tour du Piémont                                    | Italie      | 1.HC   | Rigoberto Urán       |

### Résultats sur les courses majeures
Les tableaux suivants représentent les résultats de l'équipe dans les principales courses du calendrier international (les cinq classiques majeures et les trois grands tours). Pour chaque épreuve est indiqué le meilleur coureur de l'équipe, son classement ainsi que les accessits glanés par Sky sur les courses de trois semaines.

#### Classiques
| Classique            | Milan-San Remo             | Tour des Flandres          | Paris-Roubaix            | Liège-Bastogne-Liège       | Tour de Lombardie   |
| -------------------- | -------------------------- | -------------------------- | ------------------------ | -------------------------- | ------------------- |
| Coureur (classement) | Edvald Boasson Hagen (25e) | Edvald Boasson Hagen (19e) | Juan Antonio Flecha (4e) | Lars Petter Nordhaug (20e) | Rigoberto Urán (3e) |

#### Grands tours
| Grand tour           | Tour d'Italie | Tour de France | Tour d'Espagne          |
| -------------------- | --- | --- | ----------------------- |
| Coureur (classement) | Rigoberto Urán (7e) | Bradley Wiggins (1er) | Christopher Froome (4e) |
| Accessits            | 3 victoires d'étapes (Mark Cavendish), classement du meilleur jeune (Rigoberto Urán), prix de la combativité et classement Azzurri (Mark Cavendish) | 6 victoires d'étapes (Mark Cavendish (3), Bradley Wiggins (2) et Christopher Froome) et classement général (Bradley Wiggins) | -                       |

### Classement UCI
L'équipe Sky termine à la douzième place du World Tour avec 1 767 points. Ce total est obtenu par l'addition des 80 points amenés par la 9e place du championnat du monde du contre-la-montre par équipes et des points des cinq meilleurs coureurs de l'équipe au classement individuel que sont Bradley Wiggins, 2e avec 601 points, Christopher Froome, 7e avec 376 points, Edvald Boasson Hagen, 11e avec 317 points, Rigoberto Urán, 15e avec 199 points, et Michael Rogers, 17e avec 194 points,.
| Rang | Coureur              | Points |
| ---- | -------------------- | ------ |
| 2    | Bradley Wiggins      | 601    |
| 7    | Christopher Froome   | 376    |
| 11   | Edvald Boasson Hagen | 317    |
| 15   | Rigoberto Urán       | 199    |
| 17   | Michael Rogers       | 194    |
| 19   | Sergio Henao         | 194    |
| 40   | Mark Cavendish       | 128    |
| 41   | Lars Petter Nordhaug | 122    |
| 64   | Richie Porte         | 82     |
| 72   | Juan Antonio Flecha  | 64     |
| 83   | Bernhard Eisel       | 50     |
| 98   | Ben Swift            | 36     |
| 115  | Mathew Hayman        | 24     |
| 120  | Geraint Thomas       | 22     |
| 215  | Salvatore Puccio     | 2      |
| 222  | Davide Appollonio    | 2      |